# Molgula falsensis
Molgula falsensis är en sjöpungsart som beskrevs av C.S. Millar 1955. Molgula falsensis ingår i släktet Molgula och familjen kulsjöpungar. Inga underarter finns listade i Catalogue of Life.